# デブラ・ヒル
デブラ・ヒル（Debra Hill、1950年11月10日 - 2005年3月7日）は、アメリカ合衆国の映画プロデューサー、脚本家。ニュージャージー州カムデン郡ハドンフィールド出身、フィラデルフィアで育つ。
ジョン・カーペンターやリンダ・オブストと多く仕事をし、特にホラー映画『ハロウィンシリーズ』の製作・脚本で知られた。
2005年3月7日死去、54歳没。ガンを患っていた。

## 主な作品

### プロデュース
- ハロウィン Halloween (1978) ※
- ザ・フォッグ The Fog (1980) ※
- ニューヨーク1997 Escape from New York (1981)
- ハロウィンII Halloween II (1981) ※
- ハロウィンIII Halloween III: Season of the Witch (1982)
- デッドゾーン The Dead Zone (1983)
- 殺人ゲームへの招待 Clue (1985)
- マッド・オフィス Head Office (1985)
- ベビーシッター・アドベンチャー Adventures in Babysitting (1987)
- ピーウィー・ハーマンの空飛ぶサーカス Big Top Pee-wee (1988)
- ハートブレイクホテル Heartbreak Hotel (1988)
- メディカル・レッスン/ 青春解剖学 Gross Anatomy (1989)
- フィッシャー・キング The Fisher King (1991)
- ダリル・ハンナの ジャイアント・ウーマン Attack of the 50 Ft. Woman (1993) テレビ映画
- ロードレーサーズ Roadracers (1994) テレビ映画
- ルームメイツ Confessions of a Sorority Girl (1994) テレビ映画 ※
- ガールズ・プリズン Girls in Prison (1994) テレビ映画
- クレイジー・ウェディング Cool and the Crazy (1994) テレビ映画
- エスケープ・フロム・L.A. Escape From L.A. (1996) ※
- クレイジー・イン・アラバマ Crazy in Alabama (1999)
- ザ・フォッグ The Fog (2005) ※
- ワールド・トレード・センター World Trade Center (2006)

※は脚本も担当。

### 脚本
- ハロウィン5 ブギーマン逆襲 Halloween 5: The Revenge of Michael Myers (1989) キャラクター創作
- ハロウィン6 最後の戦い Halloween: The Curse of Michael Myers (1995) キャラクター創作
- ハロウィンH20 Halloween H20: 20 Years Later (1998) キャラクター創作
- ハロウィン レザレクション Halloween: Resurrection (2002) キャラクター創作
- ハロウィン Halloween (2007) オリジナル脚本
- ハロウィン Halloween (2018) キャラクター創作